# Gliese 613
Gliese 613 is een oranje dwerg in het sterrenbeeld Winkelhaak, met magnitude van +7,11 en met een spectraalklasse van K2.V. De bewoonbare zone ligt ca. 0,51 AU van de ster. De ster bevindt zich 48,36 lichtjaar van de zon.